# Ерве Базен
Ерве Базен (фр. Herve Bazin; *17 квітня 1911, Анже  — †17 лютого 1996, Анже)  — французький письменник, член Гонкурівської академії.

## Життєпис
Внук відомого французького письменника-католика Рене Базена Жан П'єр Марі Ерве Базен народився 17 квітня 1911 року у заможній родині. Дитинство провів віддалік від батьків у департаментах Мен і Луара. Стосунки з батьками протягом життя були досить складними. Після школи вступив на католицький факультет університету в Анже, але не закінчив його. У Парижі працював продавцем, робітником-поденником, поштовим службовцем. Водночас займався журналістикою та літературною критикою. Популярність до Базена прийшла після виходу роману «Гадюка в кулаці»(«Vipere au poing», 1948)  — про складні взаємини матері та дитини. У романі досить відчутний автобіографічний елемент. У 1955 р. його визнали найкращим французьким письменником останнього десятиліття. У 1957 р. він отримав Велику літературну премію Монако.
Ерве Базен помер 17 лютого 1996 року на батьківщині, в Анжері.

## Нові розділові знаки
В есе 1966 року Plumons l'Oiseau запропонував шість нових розділових знаків (включно з використовуваним до нього іронічним знаком):

іронія
сумнів
впевненість
згода
авторитетність
любов

## Творчість
- «Гадюка в кулаці», (1948)
- «Смерть конячки», (1950)
- «Зведись і йди», (1952)
- «В ім'я сина», (1960)
- «Подружнє життя», (1967)
- «Щасливці з острова Розпуки», (1970)
- «Крик сови», (1972)
- «Анатомія одного розлучення», (1975)
- «Зелена церква», (1981)
- «Опівнічний демон», (1988)
- «Школа батьків», (1991)